# Bucranium taurifrons
Espèce
Synonymes
- Aphantochilus taurifrons (O. Pickard-Cambridge, 1881)
- Acracanthostoma nigritarsis Caporiacco, 1947

Bucranium taurifrons est une espèce d'araignées aranéomorphes de la famille des Thomisidae.

## Distribution
Cette espèce se rencontre au Venezuela, au Guyana, au Brésil, au Pérou et au Paraguay.

## Description
Cette araignée est myrmécomorphe.

## Publication originale
- O. Pickard-Cambridge, 1881 : On some new genera and species of Araneidea. Proceedings of the Zoological Society of London, vol. 1881, p. 765-775 (texte intégral).